# Fagyöngyök
A Fagyöngyök Ember Judit 1978-as, fekete-fehér dokumentumfilmje, az 1973-ban forgatott, majd betiltott, Tantörténet című filmjének folytatása. Többek szerint ez a mű a Budapesti Iskolaként számon tartott filmek közül a legérzékenyebb, leglíraibb alkotás. Ebben az egyébként különálló történetben a korábban megismert kamaszlány, Nóra további sorsát követheti nyomon a néző, melyben az immár kétgyermekes anya várandósan küzd családjával a mindennapok túléléséért.

## Történet
A film az ún. szituációs dokumentumfilmek eszköztárával dolgozik. A család feje Sipos Jenő esztergályos, aki szabadidejében fagyöngyöket gyűjt. Párjával, Nórával esténként csokorba köti, majd a hajnali piacon eladja őket, hogy így is némi plusz pénzhez juttassa családját. Jenő a munka mellett autóvezetői tanfolyamra jár, ahol az oktató egy „nagy csomagterű, strapabíró, üzembiztos“ 17 éves autót kínál fel neki megvételre. Az OPEL Rekord végül „szocialista álom“ marad. Ember Judit azonban a rá jellemző érzékenységgel és őszinteséggel kíséri nézőit a 70-es évek alsó középosztályába, mely mai szemmel egyben kortörténeti dokumentum is.

## Elkészítés
A film jelenetei egymástól független apró drámai epizódok, ahol a rendezőnő a szereplőket egészen intim és meghitt közelségből láttatja. Így például ott van a kamera a hitvesi ágyban, amikor Jenő és Nóra az új autó megvételét vitatják, de jelen van a gyárban is a munkások egymás közti beszélgetésénél vagy éppen a meló utáni kocsmai iszogatáskor. A szituációk nem ismeretlenek a szereplőknek, hiszen csupa olyan jelenetet játszanak el, amit korábban már átéltek valamikor életük során. Jenő és Nóra ugyan nem házasok, de az anya unszolására végül beadják derekukat, és az anyakönyvvezető elé állnak, hiszen mégiscsak „az a világ rendje a gyerekek szempontjából is.“
A film utolsó harmadában Nóra – még a Tantörténetből örökül maradt sikertelen öngyilkosságának köszönhetően – a harmadik császármetszésére készül. Ezt a szálat a kamera hosszasan kíséri, kezdve a vizitelő orvos kedélyes megjegyzéseitől, egészen a karban tartott kisbaba jelenetéig. A film magát a szülést és az operációt is teljes naturalizmusában örökíti meg. Zárásként a család és a barátok egybegyűlve ünnepelnek, és kézről kézre adják az újszülöttet a cigarettafüstös nappaliban, ahol a jelenlévők áldást mondanak és kifejezik legjobb kívánságaikat a kicsinek. Az eltagadott szegénység végül feloldódik egy leheletnyi boldogságban, amikor az addigra kapatos társaság rázendít a „Sej anyám, kedves édesanyám“ dallamára.

## Folytatás
A történetnek a korabeli kritikusok által is gyakran tematizált mellékszála Nóra édesanyjának és nagymamájának története, melyet mindketten félszavakban, és azt is csak elhallgatva osztanak meg a főhőssel. A férfiakban való csalódás, az elhagyatottság és magárautaltság érzése egyfajta örökölt sors lenyomataként él tovább Nóra életében. Ezért különösen érdekes az a dokumentumfilm, amit 20 évvel később Hartai László forgatott Nóri film címmel (1998), melyben egy életet összegző beszélgetést rögzített a rendező az akkor már idősödő rokkantnyugdíjas Szabó Eleonórával.